# 查理檢查哨博物館
查理檢查哨博物館（Museum Haus am Checkpoint Charlie）是位於德國首都柏林市中心的一座博物館，又稱柏林牆博物館。

## 历史
開業於1962年，名稱來自於查理檢查哨。查理檢查哨博物館展示冷戰時期成功逃離東德的人們的照片和記錄，以及用來逃出的工具。

## 外部連結
- Museum Haus am Checkpoint Charlie

52°30′25.7″N 13°23′26.2″E / 52.507139°N 13.390611°E